# Alfonso Ferrabosco (fill)
Alfonso Ferrabosco (Greenwich vers 1573 - [...?], 1628), fou un compositor anglès, era fill il·legítim d'Domenico també músic i compositor.
Fou mestre de capella del fou educat per un músic de la cort anglesa. El 1601 entrà al servei de Jaume I i el 1605 es convertí en mestre de música del Príncep de Gal·les sempre al servei del rei el 1626 fou nomenat compositor de música d'aquest. Era amic íntim del poeta Ben Jonson, algunes de les obres del qual li posà música.
Dedicà a aquell príncep un llibre d'Ayrs (1609) i a banda de nombroses composicions sobre texts de Jonson, se li deu: Lessons for 1, 2 and 3 viols (Londres, 1609). Deixà també algunes obres inèdites.